# Langesund mekaniske verksted
Langesund mekaniske verksted A/S war ein Schiffbaubetrieb in der norwegischen Stadt Langesund in der Provinz Telemark. Die Werft wurde als Aktiengesellschaft im Frühjahr 1914 vom Reeder H. P. Jacobsen gegründet. Seit dem Ende des 16. Jahrhunderts gibt es in dieser Gegend Schiffbau- und Schiffsreparaturbetriebe. Im Zeitraum von 1890 bis 1920 kam es auch in Norwegen zu einem industriellen Aufschwung und die Gründung der Langesund mekaniske verksted war Teil dieser Entwicklung. Schiffe wurden bis 1967 in der Werft gebaut.

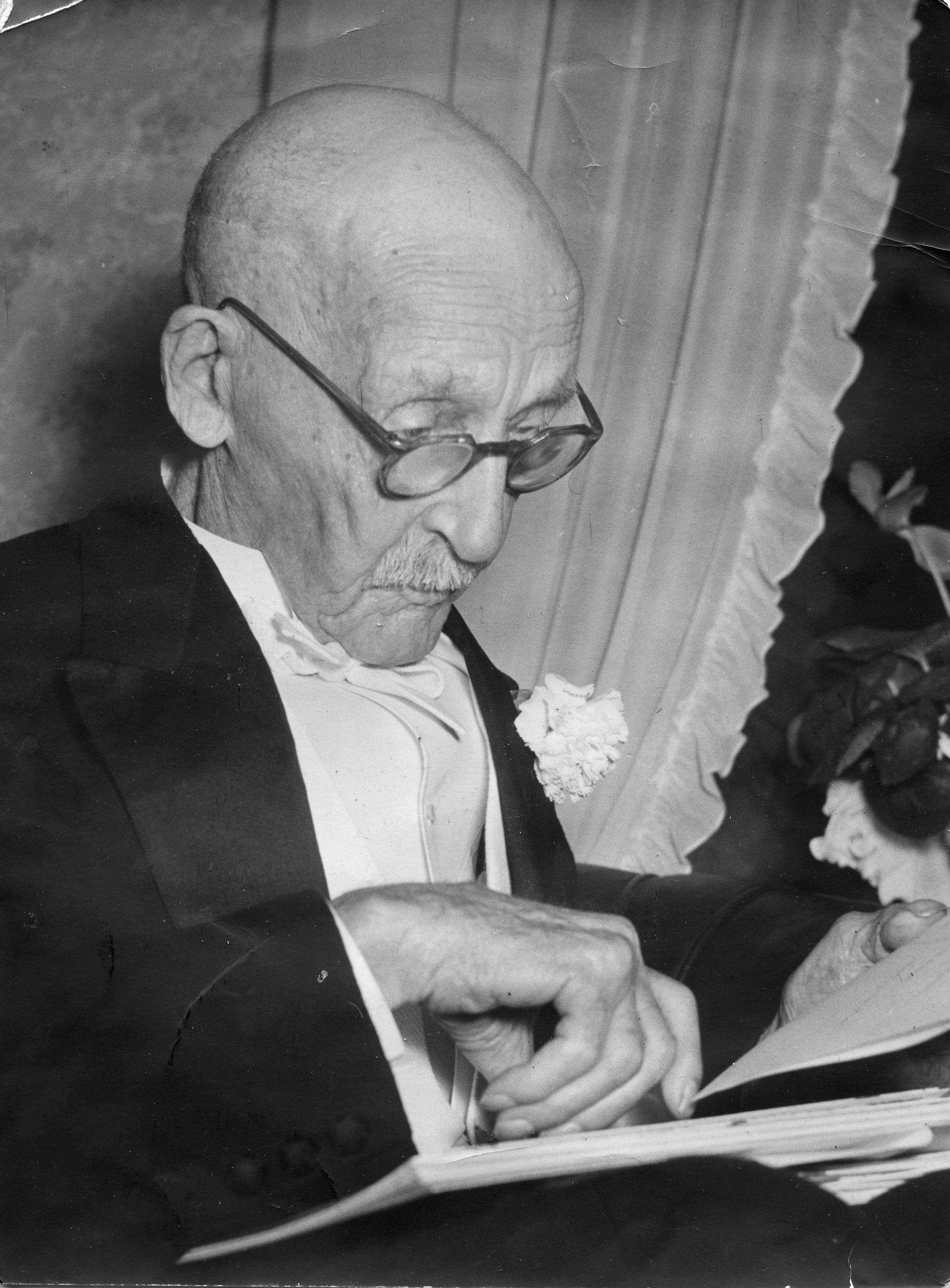
Der Werftgründer H. P. Jacobsen

## Geschichte
Der Ort Langesund entwickelte sich zu einer wichtigen Basis für den Schiffbau in Skandinavien. Ein Großteil der Neubauten gingen im 17. und 18. Jahrhundert an die dänisch-norwegische Marine und diente überwiegend der territorialen Selbstverteidigung und dem Einsatz in den immerwährenden Nordischen Kriegen.

## Von der Segelschiffswerft zur Werft für Dampfschiffe
Im Jahr 1898 kaufte H.P Jacobsen ein Grundstück und Gebäude und gründete Kongshavn Langesund. Dazu gehörten alte Werften auf beiden Seiten des Hafens. In den ersten Jahren konzentrierte Jacobsen sein Geschäft auf Schiffsreparaturen. Mit dem Übergang von der Segel- zur Dampfschifffahrt wurde gleichzeitig der Geschäftsbereich auf den Maschinenbau ausgeweitet. Dazu war eine Anwerbung von qualifizierten Fachkräften von entscheidender Bedeutung für den Werftbetrieb. In den ersten Jahren war dies eine Herausforderung weil nach wie vor Fachkräfte fehlten. Dennoch konnte das Werftgeschäft durch Reparaturaufträge erhalten bleiben. Mit der Übernahme der Werftleitung durch den Ingenieur Samson Tokheim und durch Ausbildung der vorhandenen Arbeiter konnte nach ein paar Jahren das Problem des Mangels an Fachkräften gelöst werden. Die Modernisierung und Erweiterung der Werft war jedoch noch nicht so fortgeschritten, dass Dampfschiffe gebaut werden konnten. Die Gründung der Werft war wichtig für die städtische Entwicklung von Langesund. Der Zuzug von neuen Mitarbeitern, die in der Werkstatt arbeiten wollten, war groß. In den Jahren 1917–1918 entstanden zehn neue Häuser für Mitarbeiter im Auftrag von Langesund mekaniske verksted. Der Standard der Wohnungen war gut und der neue Stadtteil entwickelte sich zu einer der besseren Wohngegenden mit großen breiten Straßen und neu gepflanzten Bäumen.
Die ersten Dampfschiffe die bei Langesund mekaniske verksted vom Stapel liefen, waren die Terneskjær mit 700 Tonnen Tragfähigkeit und die etwas kleinere Eikhaug. Der Dampfer Terneskjær wurde im Winter 1917/1918 gebaut, aber erst im März 1919 in Betrieb genommen. Die Terneskjær war für die damalige Zeit ein modernes Schiff mit drei großen Luken, Dampfwinden und Dampfruderanlage. Der Stapellauf des Schiffes war dramatisch. Eine der Sicherungsketten brach während des Stapellaufs und traf zwei Werftarbeiter. Einer von ihnen starb an seinen Verletzungen. Das Schiff ging im November 1924 vor Island verloren.
Die zweite Hälfte der 1920er Jahre war eine schwierige Zeit für die Werft – und Maschinenbauindustrie. Die Probleme wurden weiter verschärft durch Stagnation der Weltwirtschaft infolge des Börsenkrachs von 1929. Viele Schiffe wurden in Langesund aufgelegt und das Geschäft konzentrierte sich auf Reparaturen, Wartung und Inspektion, wodurch das Unternehmen gerettet werden konnte. Die schwierigen Jahre setzten sich zu Beginn der 1930er Jahre fort.

## Zweiter Weltkrieg
Während des Zweiten Weltkrieges war ein normaler Werftbetrieb nicht möglich. Die deutsche Besatzungsmacht übernahm das Unternehmen. Während der Besatzungszeit entstanden zwei Schiffe, die der deutsche Kriegsführung dienten. Ab 1943 kam es zu einer kriegsbedingten Stahlknappheit und die Hauptaufgabe des Unternehmens bestand darin für die Besatzer Kähne und Prähme aus Beton zu fertigen.

## Nach dem Krieg
Das erste Nachkriegschiff konnte die Werft 1948 fertigstellen. Der Frachtdampfer Vigør war ein so genanntes Große-Seen-Schiff. Die Bauart und Größe wurde den Schleusen zu den großen nordamerikanischen Seen angepasst. In der unmittelbaren Nachkriegszeit bestand ein großer Bedarf für diese Schiffe. Mehrere norwegische Werften lieferten diesen Schiffstyp, wobei der Schiffstyp von Langesund mekaniske verksted besonders gefragt war. Bis 1952 erhielt die Werft Aufträge für fünf solcher Schiffe. Im Jahre 1956 lief das erste Motorfrachtschiff, die Bahia, welches komplett in Langesund gebaut wurde vom Stapel.
Der Zeitraum von 1964 bis 1967 wurde geprägt durch den Bau von Fährschiffen und das Ende des Schiffbaus in Langesund. In diesen Jahren entstanden sechs große Auto – und Passagierfähren. Die erste war Kraakerø. Das Fährschiff war 57 Meter lang und konnte 250 Passagiere und 40 Autos befördern. Eingesetzt wurde die Fähre zwischen Kragerø und Østfold. Die Autofähren Stena Baltica (Bau Nr. 53), Stena Germanica (Bau Nr. 54) und Stena Britannica (Bau Nr. 55) wurden den Jahren 1966 und 1967 abgeliefert. Die Fähren hatte Platz für 1200 Passagiere und etwa 190 PKW verteilt auf zwei Decks. Mit der Baunummer 55 endete der Schiffbau bei Langesund mekaniske verksted.
Im April 1967 übernahm die Firma Sverre Munck Elektro-Mekanisk Industri die Werkstätten und rettete sie vor der Insolvenz.
Der Name Langesund mekaniske verksted wurde in Langesund Industri AS geändert. Die neue Firma konzentrierte sich auf dem Bau von Kränen und dem Zubehör für Bordkräne und Ladegeschirre für konventionelle Frachtschiffe. Ein weiteres Geschäftsfeld wurde der Bau von Offshorebauwerken wie Bohrinseln und deren Zubehör.

## Bilder

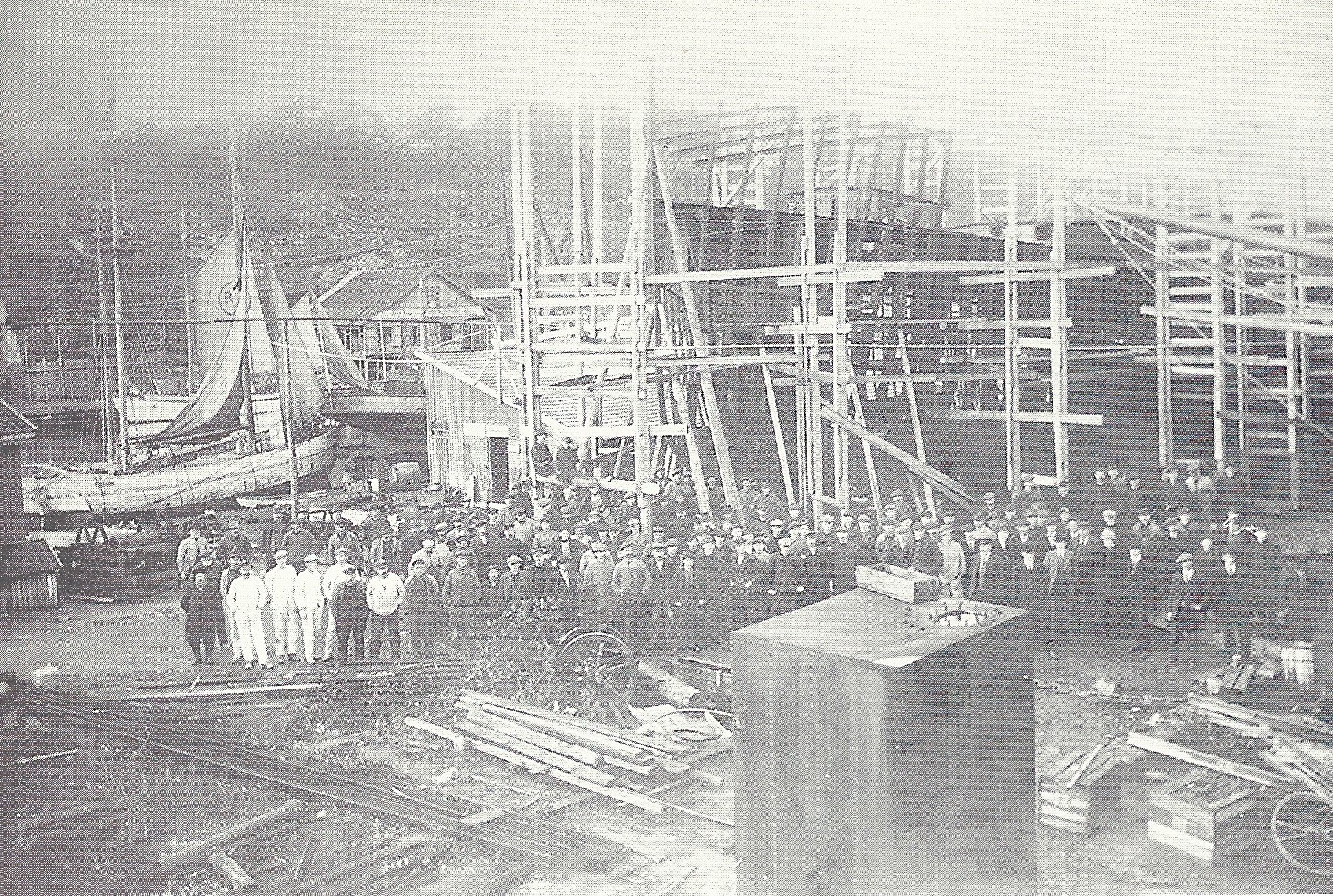
Werft 1913
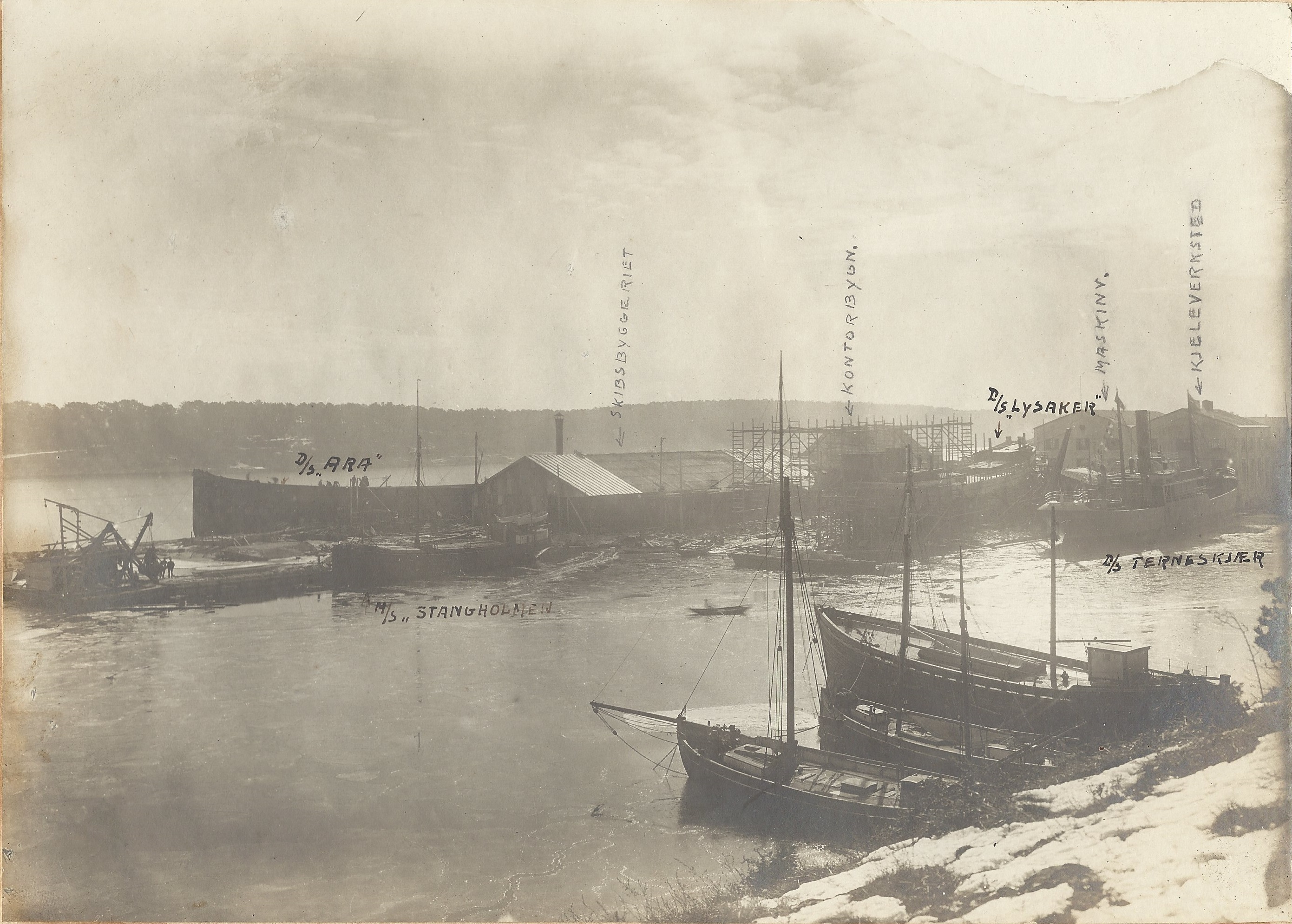
Werft 1919
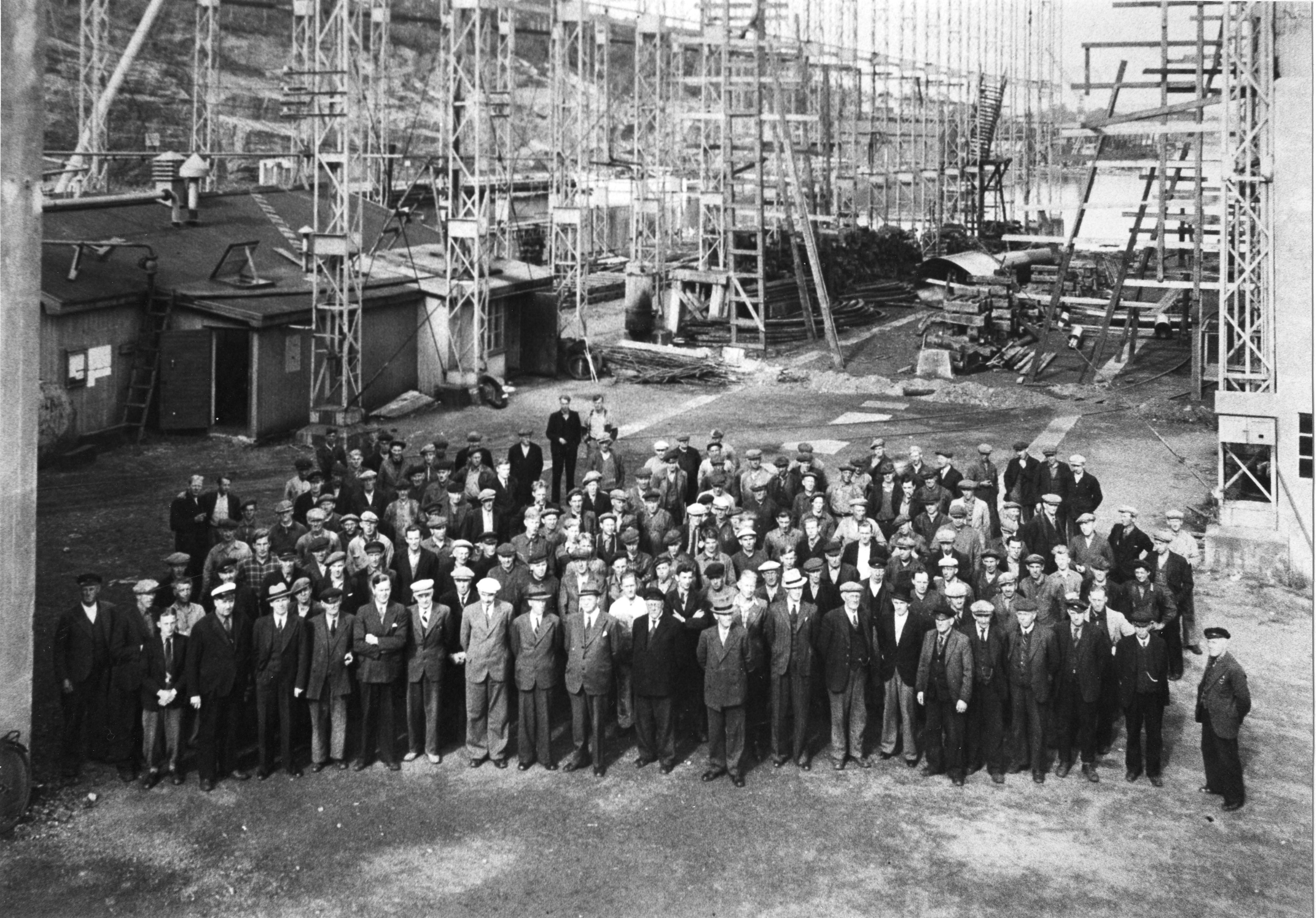
Werft 1942
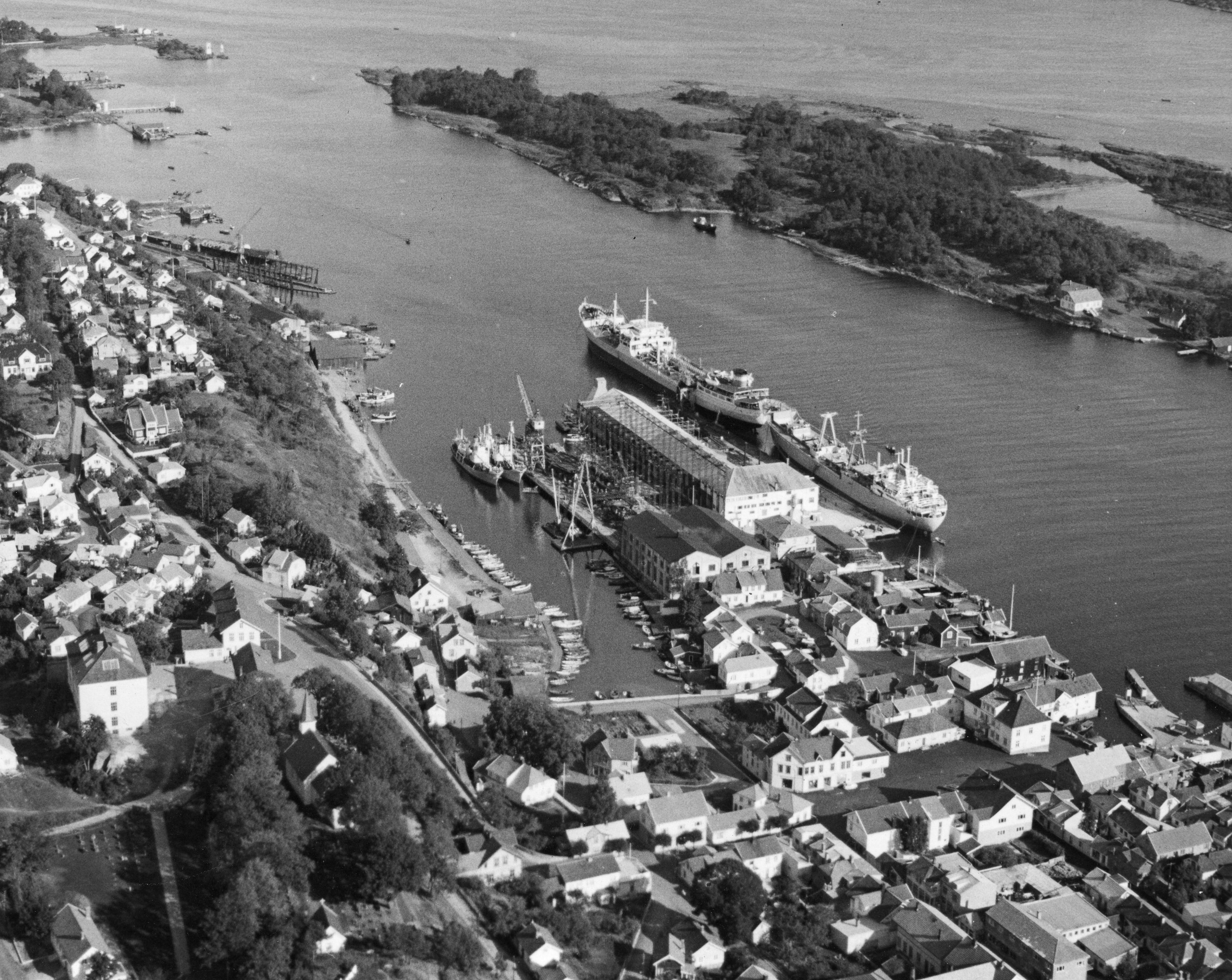
Werft vermutlich Mitte 1960er

## Schiffsliste (Auswahl)
| Bild | Namen                                                                                      | Bau-Nr. / IMO-Nr. | Baujahr / Einsatz                   | Bemerkungen / Verbleib                                                                            |
| ---- | ------------------------------------------------------------------------------------------ | ----------------- | ----------------------------------- | ------------------------------------------------------------------------------------------------- |
|      | Eikhaug, Hasseløy                                                                          | 2                 | 1919 / bis 22. April 1925           | Dampfschiff, Reederei Mæland, Lars & H. Karlulf Hansen, Haugesund, Norwegen, gesunken 1925        |
|      | Kollbryn, Kristina, Chichow Frog, Hwa Hang, Beauty Rose                                    | 31 / 5196804      | Juli 1951 bis 1973                  | Zweizylinder-Verbunddampfmaschine gebaut in der Werft, Abbruch 1974 in Kaohsiung                  |
|      | Bahia, Italian, Marsina, Maldive Coral, Papua Chief I                                      | 35 / 5033818      | 1953 bis 1979                       | 12. November 1979 an Akberally & Co. Bombay (Mumbai) zum Abbruch                                  |
|      | Ceara, Havel, Kefallonia, Georgios, Tarablos, Sea North                                    | 41                | 10. Juli 1958 bis 28. Dezember 1987 | Abbruch Gadani                                                                                    |
|      | Styrsö, Olympios Hermes, Tartous II, La Luna del Mar, Stella Maris, Stella Maris V, Nados  | 48 / 5342661      | 1962 bis 16. September 2010         | Abbruch Aliağa ab 16. September 2010                                                              |
|      | Kraakerø, Gilleleje, Polhem, Corsica Ferry, Lastovo I, Partizanka, Ston, Güniz, Azzurra II | 50 / 6411342      | 1964 bis 2011                       | am 26. Dezember 2011 an Aliağa zum Abbruch                                                        |
|      | Stena Baltica, Caledonia, Heidi                                                            | 53 / 6513451      | 1966 / bis 2006                     | Abbruch Aliağa (an 20. April 2006)                                                                |
|      | Stena Germanica, A. Regina                                                                 | 54 / 6702155      | 1967 bis 1985                       | Havarierte am 15. Februar 1985 auf Mona Island, 40 Meilen westlich Puerto Rico; 1989 abgebrochen. |
|      | Stena Britannica, Viking 6, Goelo, Sol Olympia, Wickersham, Moby Dream, Sardegna Bella     | 55 / 6717148      | 1967 bis 1993                       | Abbruch Aliağa 2001                                                                               |